# Troy Tulowitzki
Troy Trevor Tulowitzki (Santa Clara, 10 oktober 1984) is een Amerikaans voormalig professioneel honkbalspeler. Hij kwam in zijn carrière uit voor Colorado Rockies, Toronto Blue Jays en New York Yankees. Hij speelde als korte stop.

## Professionele carrière

### Draft &Minor League
Tulowitzki werd in de Major League Baseball-draft van 2005 in de eerste ronde als zevende gekozen door de Colorado Rockies. Hij tekende daar een contract met een tekenbonus van $2.3 miljoen. Hij maakte dat jaar zijn professionele debuut, voor de Modesto Nuts in de Class-A Advanced California League. In 2006 speelde hij voor de Tulsa Drillers in de Class AA Texas League.

### Colorado Rockies (2006-2015)
Op 30 augustus 2006 werd Tulowitzki gepromoveerd naar de MLB. Hij maakte dezelfde dag zijn debuut in de MLB in een wedstrijd tegen de New York Mets. In augustus 2007 werd hij verkozen tot Rookie of the Month in de National League.
Op 23 januari 2008 tekende Tulowitzki een contractverlenging voor zes jaar, met een waarde van $31 miljoen. Dit contract werd in 2010 uitgebreid, met een looptijd tot 2020 en een extra $134 miljoen dollar. Daardoor werd Tulowitzki verzekerd van $157,75 miljoen dollar tussen 2010 en 2020.

### Toronto Blue Jays (2015-2017)
Op 28 juli 2015 werd Tulowitzki getransfereerd naar de Toronto Blue Jays, samen met teamgenoot LaTroy Hawkins, in ruil voor José Reyes, Jeff Hoffman, Miguel Castro en Jesús Tinoco.
Op 11 december 2018 mocht Tulowitzki vertrekken bij de Blue Jays, die hem nog $38 miljoen verschuldigd waren op dat moment. Hij had op dat moment door verschillende blessures al sinds juli 2017 niet meer in de MLB gespeeld.

### New York Yankees (2019)
Op 4 januari 2019 tekende Tulowitzki een eenjarig contract bij de Yankees, tegen het minimale salaris in de MLB: $550.000,-. Veel teams waren geïnteresseerd in Tulowitzki, maar een clausule waarin werd vastgelegd dat hij niet verhandeld mocht worden deed hem kiezen voor de Yankees. In juli 2019 kondigde Tulowitzki te stoppen als professioneel honkballer. Daarbij kondigde hij direct de start van zijn carrière als coach aan.

## Carrière als coach
Vanaf de zomer van 2019 was Tulowitzki werkzaam als assistent-coach bij de Texas Longhorns. Na het seizoen 2022 vertrok Tulowitzki bij de Longhorns.